# Dværgkast
Dværgkast er en amerikansk pseudosport, som primært udøves på værtshuse. Sportens hovedformål er på humoristisk facon at kaste en velcroklædt dværg mod diverse mål. Sportens udøves primært i landene USA, Frankrig og Canada.
Dværgkast er som beskæftigelse blevet heftigt kritiseret, og er blevet forbudt i flere lande, herunder i flere stater i USA efter et dødsfald indtrådte i 1989. Det drøftes dog, hvorvidt forbuddet bør ophæves.